# Répertoire national d'identification des personnes physiques
 (janvier 2024).
Le répertoire national d'identification des personnes physiques (RNIPP) est un répertoire français tenu par l'Insee, recensant les personnes vivantes et décédées, soit, en juin 2009, 97,1 millions de personnes, dont 80,1 millions nées en métropole et dans les DOM, et 17 millions nées ailleurs (étranger et TOM).
Le RNIPP est un instrument d'identification des personnes physiques. Sa consultation permet de :
- préciser si une personne est en vie ou décédée ;
- connaître son numéro d'inscription au répertoire (NIR), qui est reproduit par le numéro de sécurité sociale.

La CNIL reconnaît que le RNIPP constitue « un instrument de référence fondamental de l'état civil en France, destiné en particulier à lever les doutes sur les homonymies »,, de plus en plus nombreuses à la suite de la diminution progressive du nombre de noms de famille utilisés en France.[réf. nécessaire]
Il est notamment utilisé par les organismes de sécurité sociale, l'administration fiscale, la Banque de France, pour le répertoire des entreprises Sirene,. Il permet aussi la gestion du fichier électoral. Ce fichier ne peut être utilisé à des fins de recherche de personnes, en dehors des cas expressément prévus par la loi. Il sert aussi de référence pour définir l'occurrence des prénoms en France.
Dans la mesure où il s'agit d'un fichier très sensible, la CNIL a demandé que des mesures soient prises, « prévoyant les conditions dans lesquelles, en cas de circonstances exceptionnelles (invasion, guerre civile, etc.) pourrait être évité, au besoin par sa destruction, une appréhension illégitime du répertoire »,.

## Historique
Le décret de 1947 du ministre de l'économie nationale André Philip énonce : « Les services des inventaires (de l'INSEE) sont chargés de dresser et de tenir à jour les inventaires des unités statistiques économiques et démographiques (...) Ils constituent et tiennent à jour les répertoires d'identification. » . Le RNIPP est ensuite encadré par un décret de 1982 modifié en 1998 (délais de transmission d'informations), en 2000 (personnes nées en Algérie avant l'indépendance) et en 2006 (extension à l'outre-mer).
En 2019, la sénatrice Nathalie Goulet dans le cadre d'une mission d'enquête sur la fraude sociale et son impact sur les finances publiques fait observer que le fichier du RNIPP présente de nombreuses incohérences. Ainsi, selon la sénatrice, parmi les 110 millions de personnes inscrites, 84,2 millions sont « réputées en vie », selon la formulation de l'Insee. 3,1 millions de personnes sont également inscrites au RNIPP comme étant âgées de plus de 100 ans et « réputées en vie », dont la moitié nées à l'étranger (pour comparaison, l'Insee estimait qu'il y avait 21 000 centenaires en France en 2016). Nathalie Goulet recommande que le fichier soit urgemment mis à jour celui-ci conditionnant les versements de prestations sociales,.

## Répertoire statistique des individus et des logements (Résil)
Le NIR est un numéro "signifiant", puisqu'il est formé à partir de la date et du lieu de naissance des individus. Un décret crée le « Répertoire statistique des individus et des logements » (Résil), à l'usage exclusif de l'Insee et des services statistiques des ministères ; le Résil utilise un code non signifiant. Un arrêté du même jour donne la liste limitative des 13 sources, dont le RNIPP, pouvant faire l’objet d’un appariement avec ce répertoire : 
- déclaration sociale nominative (DSN) ;
- prélèvement à la source pour les revenus autres (Pasrau) ;
- fichier annuel de référence des allocataires CNAF ;
- fichiers annuels d’allocataires de la MSA ;
- fichiers annuels d’inscriptions dans l’enseignement supérieur du ministère de l’enseignement supérieur et de la recherche ;
- répertoire des communautés constitué pour la réalisation du recensement de la population ;
- fichiers fiscaux :
- fichier d’imposition des personnes (Fip) ;
- fichier permanent des occurrences de traitement des émissions (Pote) ; – fichier de mise à jour des informations cadastrales (Majic) ;
- R-Loc (référentiel des locaux) ;
- fichier « Gérer mes biens immobiliers » (GMBI) ;
- répertoire national d’identification des personnes physiques (RNIPP) ;
- enquêtes de contrôle de qualité des répertoires réalisées en application de l’article 2 de la loi du 7 juin 1951 précitée.